# Melchior Küsel
Melchior Küsel, né le 17 août 1626 à Augsbourg (Bavière) et mort dans la même ville vers 1683 est un graveur allemand.
Sa fille Jeanne Sibyle Küsel, épouse de Johann Ulrich Kraus, fut aussi son nom dans l'art de la gravure. Signe I.S.K.

## Ouvrages illustrés
- Psalmi Davidis Regis Centvm Et Qvinqvaginta : vsui, commodóq[ue] omnium Clericorum & Religiosorum, qui ad Canonicas preces quotidie dicendas obligantur, de Georg Heser (1654)
- Societas Jesu usque ad sanguinis et vitae profussionem militans, de Matthias Tanner (1675)[2]
- Icones biblicae veteris et novi testamenti Figuren biblischer Historien alten und neuen Testaments, de Johann Leonhard Buggel (1679)
- Iconographia, de William Baur (1682)